# Pedro Fernández Portocarrero

Brasão de Armas da Casa de Portocarrero

Pedro Fernández Portocarrero (Sevilla, Écija - 1703) foi o XVIII Senhor de Moguer e X Marquês de Villanueva del Fresno, foi Senhor da sua casa após a morte de seu irmão Alonso Portocarreiro. Foi o último varão desta linhagem familiar que teve origem em 1333 nas pessoas do almirante Alonso Jofre Tenório e de Martín Fernández Portocarrero.
Faleceu em 1703 sem deixar descendência directa. Foi enterrado por ordem do seu testamento no Mosteiro de Santa Clara de Moguer. Este fim de linhagem pôs fim à antiga dinastia dos Portocarreiro, ao último senhor de Moguer e de Villanueva del Fresno, e ao último patrono a ser sepultado na Igreja do Mosteiro de Santa Clara de Moguer.
Casou em 16 de Dezembro de 1688 com María Petronilla Alejo Manuel de Villena. Não teve, no entanto descendência do seu casamento pelo que o morgadio passou de forma sucessiva aos ramos colaterais da família, mais precisamente à casa dos Conde de Montijo, aos Duques de Escalona, Duques de Frias e aos Duques de Alba.